# El Carmen de Viboral

Bandeira de El Carmen de Viboral.

Localização de Carmen de Viboral, no departamento de Antioquia.

El Carmen de Viboral é uma cidade e município da Colômbia, no departamento de Antioquia. Dista 54 quilômetros de Medellín, a capital do departamento.
É amplamente reconhecido vila no distrito pela sua cultura e tradição em torno da produção de cerâmica decorados à mão.